# Michelea dampieri
Michelea dampieri is een tienpotigensoort uit de familie van de Micheleidae. De wetenschappelijke naam van de soort is voor het eerst geldig gepubliceerd in 2008 door Poore.